# 10.000 (spil)
 Denne artikel omhandler terningespillet 10.000. Opslagsordet har også en anden betydning, se 10.000 (flertydig).
10.000 er et terningspil for to eller flere spillere, der spilles med seks terninger. Det er et spil hvor der findes mange forskellige regler. Nedenstående er derfor én ud af mange måder at spille spillet på. Ens for alle spil er dog, at det gælder om at opnå 10.000 point først. 
I første runde kan man aftale om man skal have 500 eller 1000 point for at komme på pointtavlen. Dette kan ske på flere måde:
- man skal have mindst tre ens terninger, før man får point eller 
- man kan slå sig frem til antallet jf. nedenstående.
Efter første runde bestemmer man selv hvor længe man bliver ved. dvs. indtil man ikke tør mere. Det er fordi, hvis man får et slag, der ikke giver point, mister man alle de point, man har optjent i sin runde.
1'ere og 5'ere giver i sig selv hhv. 100 og 50 point. Alle andre øjne skal der som sagt mindst tre ens til, før det giver point, og slagene skal være "fødte", hvilket betyder at man ikke kan bruge flere slag på at få det, man skal have, som i f.eks. yatzy. Så længe man kan bruge alle sine terninger, må man slå igen med alle sine terninger. Man bliver ved, til man ikke tør mere, eller til man får et slag, hvor ikke alle terninger kan bruges. Hvis man får et slag, der ikke giver point, annulleres eventuelle tidligere slag i samme serie.

## Pointsystemet
| Slag        | Point |
| ----------- | ----- |
| 1           | 100   |
| 5           | 50    |
| 1-1-1       | 1000  |
| 2-2-2       | 200   |
| 3-3-3       | 300   |
| 4-4-4       | 400   |
| 5-5-5       | 500   |
| 6-6-6       | 600   |
| 1-1-1-1     | 2000  |
| 2-2-2-2     | 400   |
| 3-3-3-3     | 600   |
| 4-4-4-4     | 800   |
| 5-5-5-5     | 1000  |
| 6-6-6-6     | 1200  |
| 1-1-1-1-1   | 4000  |
| 2-2-2-2-2   | 800   |
| 3-3-3-3-3   | 1200  |
| 4-4-4-4-4   | 1600  |
| 5-5-5-5-5   | 2000  |
| 6-6-6-6-6   | 2400  |
| 1-1-1-1-1-1 | 10000 |
| 2-2-2-2-2-2 | 1600  |
| 3-3-3-3-3-3 | 2400  |
| 4-4-4-4-4-4 | 3200  |
| 5-5-5-5-5-5 | 4000  |
| 6-6-6-6-6-6 | 4800  |
| 1-2-3-4-5-6 | 2000  |
| Tre par     | 1500  |

En ener giver 100 point
En femmer giver 50 point.
Tre ens giver antal øjne på terningen gange 100. F.eks. giver 3 5'ere 500 point.
Fire ens giver som tre ens x 2. F.eks. giver fire 3'ere 300 x 2 = 600 point.
Fem ens giver som fire ens x 2. F.eks. giver fem 3'ere 600 x 2 = 1200 point.
Seks ens i et kast giver 10000 points, og spillet er slut.
Hvordan tælles point sammen? Hver gang man har slået skal man mindst lægge én pointgivende terning til side. Hvis man fx har slået (1,2,4,4,6,6) er 1 den eneste pointgiven terning, og skal derfor lægges til side. Er der flere pointgivne terninger, må man selv vælge hvor mange man lægger til side, dog altid mindst én.
Ved slag hvor der er tre eller flere ens, er disse også pointgivende, så de kan også lægges til side. Fx (2,4,6,3,3,3) er (3,3,3) det eneste pointgivne, og derfor skal alle tre terninger lægges til side. Ved flere ens, må man selv bestemme hvor mange der ligges til side, dog skal der altid mindst være tre terninger der lægges til siden, da der jo skal være tre for at de giver point. Fx (1,2,2,2,5,6) kan man lægge (1) til side, (5) til side, (1,5) til side, (2,2,2) til side, (2,2,2,1) til side, (2,2,2,5) til side eller (2,2,2,1,5) til side.
Har man lagt alle 6 terninger til side som pointgivne, skal man slå igen med alle sammen. De nye slag lægges sammen med den sum man havde fra før. Slår man på et tidspunkt et slag uden pointgivne terninger, nulstilles den sum man hare opbygget, og terningerne gives videre til næste spiller. For at kunne gemme sine point, så de ikke bliver nulstillet ved ikke-pointgivende slag, skal man "på listen". Første gang man skal "på listen" skal man mindst have 500/1000 point. Derefter spiller nogen med at man skal mindst have 350 point for at komme "på listen".
Så længe man ikke har slået et ikke-pointgivende slag og er over henholdsvis 1050/350, kan man frit beslutte sig for at stoppe, og få ført sine point "på listen", hvorefter turen går videre. Alle spillere skal have lige mange slag. Så kommer den første spiller først over 10.000 point, har resten runden til at forsøge at komme over første spillers point for at vinde.
Varianter: 
Når man engang får point 9000 eller større, bortfalder muligheden for at kunne komme "på listen" ved blot at have over 350 point. Man skal derefter have så mange point at man overstiger 10.000 point, før man kan komme "af listen".